# Il nero
Il nero è un film del 1967 diretto da Giovanni Vento.
Opera prima e unico lungometraggio nonché titolo di finzione di Vento, che ne è anche sceneggiatore con Lucio Battistrada e Franco Brocani. 
Unico film italiano a evocare la condizione dei cosiddetti «figli della guerra» o «figli della Madonna», nati tra il 1945 e il 1946 a Napoli e non solo, da donne italiane e militari alleati non bianchi, benché presentato in anteprima mondiale al Festival di Berlino nel 1967, Il nero non è mai stato distribuito commercialmente nelle sale italiane.
Nel 2020 è stato restaurato dal Museo Nazionale del Cinema, in collaborazione con Compass Film.

## Trama
Napoli, inverno 1965-66. Silvano è un giovane di vent’anni, figlio di un soldato afroamericano della Quinta armata. La madre è sposata con un dentista, Andrea, da cui ha avuto una figlia, Alessandra. La giovane lavora all’Italsider e ha un rapporto di attrazione larvatamente incestuoso col fratellastro. Silvano non vive con loro, bensì con la nonna, e deve decidere se iscriversi all’università, come vorrebbero i genitori, oppure no. Il giovane ha una relazione sentimentale con Joy, una studentessa nigeriana iscritta al conservatorio, che suona l’arpa. Tra gli amici della loro cerchia ci sono Mario e Orchidea.
Mario è anche lui un «figlio della Madonna». A chi glielo chiede, dice che suo padre, un altro soldato afroamericano, è un giornalista di Filadelfia. Mario sbarca il lunario grazie a traffici non meglio definiti, e abita in un appartamento nel rione Berlingieri insieme alla famiglia Morabito, formata dalla nonna, dal nonno e dalla nipote Anna. Un giorno Mario assiste con diffidenza alle riprese di un reportage televisivo sui «figli neri della Madonna», che viene girato in parte proprio a casa Morabito. Mario ha una relazione sentimentale con Orchidea, una giovane attrice e cantante emergente a caccia di scritture in piccoli teatri di Napoli, a cui fa anche da agente.
Le giornate scorrono tra un concerto jazz, una partita di rugby e un pranzo domenicale in famiglia. Un giorno, Silvano incrocia uno scrittore amico di Andrea, in compagnia dell’inglese Marta. Insieme vanno a fare una gita in auto. La prima tappa è il comprensorio archeologico di Minturnae: conversando con il guardiano, Silvano gli dice che il padre, il cui corpo non è stato mai ritrovato, è morto in guerra da quelle parti. La seconda tappa è il Cimitero di guerra del Commonwealth di Cassino, dove sono sepolti i soldati inglesi e delle colonie britanniche caduti nella battaglia di Montecassino durante la Seconda guerra mondiale.
Forse per far colpo su Orchidea, Mario le regala una piccola auto sportiva, che paga con un assegno scoperto. Dopo alcuni giorni, il proprietario dell’autosalone lo rintraccia e con l’aiuto di due scagnozzi riesce a ottenere indietro l’auto. Orchidea intanto trionfa in un piccolo teatro, esibendosi come cantante. Si avvicinano le feste di Natale. Da una delle interminabili conversazioni telefoniche di Silvano, capiamo che Joy sta per tornarsene in Nigeria.
Richiamati dalla cartolina di leva, Silvano e Mario, insieme a tanti altri giovani nati nel 1945, bianchi e neri, partecipano alla visita presso il distretto militare, che sancisce la loro entrata simbolica nella condizione adulta, con un atteggiamento irridente e provocatorio.

## Produzione
Prodotto da una piccola società indipendente, la Filmgroup, di Armando Bertuccioli, con un budget dichiarato di 70 milioni di lire, Il nero fu girato tra il novembre 1965 e l’aprile 1966 perlopiù tra Napoli e Roma, con diverse interruzioni, dovute a sopravvenute difficoltà finanziarie. La mancata distribuzione del film provocò il fallimento della società e il mancato deposito dei materiali e della copia di legge presso la Cineteca Nazionale.

### Cast
Il cast artistico è composto in larga parte da giovani non professionisti o poco noti al grande pubblico. I cinque protagonisti (Silvano, Alessandra, Joy, Mario, Orchidea) portano i nomi dei rispettivi interpreti e nei titoli di testa non compaiono i cognomi. Per Silvano Manera (Silvano), Mario Monaco (Mario) e Joy Nwosu (Joy) si trattò di un esordio assoluto sul grande schermo, non destinato ad essere ripetuto, anche se Monaco aveva già avuto alcune esperienze a teatro e in uno sceneggiato della Rai.
Alessandra Dal Sasso (Alessandra) e Orchidea De Santis (Orchidea) invece avevano già avuto alcune apparizioni. Tutti e cinque, ad eccezione di Nwosu, sono stati doppiati.
Nel cast figurano anche tre interpreti già affermati come Andrea Checchi, Regina Bianchi e Bianca Doria. Non accreditati, nel film compaiono anche l’attore e musicista Clebert Ford, nel ruolo di un chitarrista afroamericano; l’assistente operatore Gianfranco Transunto, nel ruolo di Franco; e l’attore e giornalista Sennuccio Benelli, nel ruolo dello scrittore.
Nel cast tecnico, accanto ad altri debuttanti come Roberto Colangeli, figlio dell’esperto Otello (al montaggio), e Mario Vento, fratello del regista (alle scenografie), si segnala la presenza di Aiace Parolin alla fotografia. Una menzione particolare spetta alla pregevole colonna sonora, basata su temi jazz composti da Piero Umiliani e da una scelta di brani, eseguiti tra gli altri da Gato Barbieri (sax tenore) e Laura Betti (voce).

## Accoglienza
Completato nel corso del 1966 negli stabilimenti romani della Cinemontaggio, il film fu presentato in anteprima mondiale alla 17ª edizione del Festival internazionale del cinema di Berlino, nella sezione Settimana del Giovane Cinema, insieme a Chi lavora è perduto (Tinto Brass, 1963), Prima della rivoluzione (Bernardo Bertolucci, 1964), I pugni in tasca (Marco Bellocchio, 1965) e La prova generale (Romano Scavolini, 1967).
Riproposto in alcuni festival e rassegne in Italia, nonostante i buoni responsi della critica, Il nero non riuscì mai a trovare un distributore. Inutilmente diversi nomi della critica e del cinema italiano, da Guido Aristarco a Carlo Lizzani, si mobilitarono per chiedere al presidente dell’Italnoleggio di rilevarne la distribuzione, e il movimento studentesco romano ne segnalò la portata rivoluzionaria e anticipatoria degli umori del Sessantotto.
Nonostante alcune dichiarazioni in tal senso del regista, che sul catalogo del Festival di Berlino, lo aveva definito «il primo film italiano di neri», in relazione al tema dei «figli della Madonna», ad eccezione di Joy Nwosu in Cinema e Africa nera (1968), nessuna voce nel panorama della critica seppe rilevare l’importanza del film per la rappresentazione di «razza» e razzismo nel cinema italiano. Secondo De Franceschi e Patriarca, è assai probabile anzi che proprio la centralità dei personaggi afrodiscendenti nel plot abbia inciso sulla censura di mercato subita dal film e sull’oblio in cui è caduto all’inizio degli anni Settanta.
Nel 1986, diversi anni dopo la morte del regista, il produttore Bertuccioli provò nuovamente a portare in sala il film, stavolta col titolo Orchidea e Alessandra, ma anche questo tentativo non ebbe seguito, nonostante l’ottenimento di un regolare visto di censura e il deposito di una copia di legge presso la Cineteca Nazionale.
Dopo numerosi anni di assenza dagli schermi, Il nero è stato riproposto in pubblico nel 2007 nell’ambito della 2ª edizione della Festa del Cinema di Roma, a partire da una copia appartenuta all’Archivio Audiovisivo del Movimento Operaio e Democratico. L’irreperibilità del negativo, la scomparsa della copia conservata presso l’Archivio, l’archiviazione sotto altro titolo della copia depositata in Cineteca Nazionale, unitamente alla scarsità di notizie documentali su Giovanni Vento hanno ritardato per anni il lavoro di riscoperta e restauro del film, avviato per iniziativa di Leonardo De Franceschi nel 2013.
Solo nel 2020, grazie al Museo Nazionale del Cinema, in collaborazione con Compass Film, è stato possibile completare un restauro digitale del film, sulla base di una copia positiva di proprietà della figlia del regista, Emilia Vento. Il restauro è stato presentato nell’ambito della 38ª edizione del Torino Film Festival, diretta da Stefano Francia Di Celle, nella sezione Back to Life.